# Красноярський академічний симфонічний оркестр
Красноярський академічний симфонічний оркестр — професійний симфонічний оркестр з Красноярська. Утворений в 1977 році. З 1978 року протягом більш ніж 20 років оркестром керував диригент Іван Шпіллер. За час існування оркестру з ним виступали багато відомих музикантів, серед яких Віктор Третьяков, Ігор Ойстрах, Лазар Берман, Дмитро Хворостовський, Михайло Плєтньов, Микола Луганський, Денис Мацуєв, Олександр Гіндін, Денис Шаповалов та інші.